# Delias agostina
Delias agostina is een vlindersoort uit de familie van de Pieridae (witjes), onderfamilie Pierinae.
Delias agostina werd in 1852 beschreven door Hewitson.